# Rustia viridiflora
Rustia viridiflora là một loài thực vật thuộc họ Rubiaceae. Đây là loài đặc hữu của Ecuador.